# Mont Düldül
Le mont Düldül (turc : Düldül Dağı, prononcé [dyl.'dyl dɑ:'ɯ]) est un sommet de l'Anti-Taurus situé dans le district de Düziçi dans la province d'Osmaniye.

## Biodiversité
En décembre 2015, des spécimens de chèvres sauvages sont observés autour du mont, dans le village de Yeşildere.

## Aménagement
En 2014 la municipalité du district de Düziçi prépare un projet de téléphérique pour développer l'activité touristique.